# Лагосский лиссавирус летучих мышей
Лагосский лиссавирус летучих мышей, ранее известный как вирус лагосских летучих мышей (LBV), представляет собой лиссавирус из южной и центральной Африки, который вызывает у млекопитающих болезнь, подобную бешенству. Впервые он был выделен из плодовой летучей мыши (Eidolon helvum) с острова Лагос, Нигерия, в 1956 году. Образцы мозга летучих мышей показали плохую перекрестную реактивность с антителами против бешенства, но было обнаружено, что вирус тесно связан с вирусом бешенства. Это было первое обнаружение вируса, связанного с бешенством. До этого времени считалось, что бешенство имеет один возбудитель.
Лиссавирус лагосских летучих мышей был выделен от диких и домашних млекопитающих на юге Африки, включая летучих мышей, кошек и одну собаку. Один изолят был обнаружен во Франции в 1999 г., когда умерла летучая мышь (Rosettus egypticus), проявлявшая признаки агрессии. Летучая мышь была привезена из Африки.
Случаев заражения людей лиссавирусом лагосских летучих мышей не зарегистрировано.

## Использованная литература
1. ↑  Таксономия вирусов (англ.) на сайте Международного комитета по таксономии вирусов (ICTV).
2. ↑  Boulger, L. R. (September 1958). Isolation of a Virus from Nigerian Fruit Bats. Transactions of the Royal Society of Tropical Medicine and Hygiene. 52 (5): 421–4. doi:10.1016/0035-9203(58)90127-5. PMID 13592882.
3. ↑  Markotter, W. (March 2006). Lagos Bat Virus, South Africa (PDF). Emerging Infectious Diseases. 12 (3): 504–6. doi:10.3201/eid1203.051306. PMID 16704795. Архивировано (PDF) 4 марта 2016. Дата обращения: 17 сентября 2022.
4. ↑  Picard-Meyer, E. (2006). Bat Rabies Surveillance in France, from 1989 through May 2005. Developments in Biologicals. 125: 283–8. PMID 16878486.